# Hyundai i20
Pour les articles homonymes, voir I20.
La Hyundai i20 est une automobile de segment B (citadine polyvalente) produite par le constructeur automobile coréen Hyundai Motor. Ce modèle sort en 2009 puis évolue respectivement en 2012, 2015, 2018 et 2020.

## Première génération (2009-2014)
La première génération est présentée au Mondial de l'automobile de Paris 2008 en octobre, puis commercialisée début 2009 en 3 et en 5 portes. Elle succède sur ce segment à la Hyundai Getz commercialisée entre 2002 et 2009. Comme la Hyundai i10, l'i20 est produite en Inde, près de la ville de Chennai.
En 2012, la i20 est restylée avec principalement une nouvelle face avant inédite et d'autres retouches plus discrètes sur la partie arrière et la planche de bord. Ce modèle est fabriqué en Turquie dans la province de Kocaeli (Hyundai Assan Automotiv Sanayi) près d'Izmir.

### Finitions
- Evidence
- Inventive
- Sensation
- Premium
- World Cup

### Motorisations
|                                                                | 1.2                             | 1.2                                                                   | 1.4                                                                   | 1.6                                                                   | blue 1.1 CRDi                                                    | 1.4 CRDi                                                         | 1.6 CRDi                                                         |      |
| -------------------------------------------------------------- | ------------------------------- | --------------------------------------------------------------------- | --------------------------------------------------------------------- | --------------------------------------------------------------------- | ---------------------------------------------------------------- | ---------------------------------------------------------------- | ---------------------------------------------------------------- | ---- |
| Période de construction :                                      | 09/2008–06/2012                 | depuis 07/2012                                                        | depuis 09/2008                                                        | 09/2008–08/2010                                                       | depuis 07/2012                                                   | 09/2010–06/2012                                                  | 09/2008–08/2010                                                  |      |
| Carburant :                                                    | Essence                         | Essence                                                               | Essence                                                               | Essence                                                               | Diesel                                                           | Diesel                                                           | Diesel                                                           |      |
| Architecture moteur :                                          | 4-cylindres en ligne, injection | 4-cylindres en ligne, injection et calage variable des arbres à cames | 4-cylindres en ligne, injection et calage variable des arbres à cames | 4-cylindres en ligne, injection et calage variable des arbres à cames | 3-cylindres en ligne, Turbo et Injection directe à rampe commune | 4-cylindres en ligne, Turbo et Injection directe à rampe commune | 4-cylindres en ligne, Turbo et Injection directe à rampe commune |      |
| Cylindrée :                                                    | 1248 cm³                        | 1248 cm³                                                              | 1396 cm³                                                              | 1591 cm³                                                              | 1120 cm³                                                         | 1396 cm³                                                         | 1582 cm³                                                         |      |
| Puissance :                                                    | 57 kW (78 PS)/6000              | 63 kW (86 PS)/6000                                                    | 74 kW (101 PS)/5500                                                   | 93 kW (126 PS)/6300                                                   | 55 kW (75 PS)/4000                                               | 66 kW (90 PS)/4000                                               | 85 kW (116 PS)/4000                                              |      |
| Couple maximal :                                               | 119 Nm/4000                     | 121 Nm/4000                                                           | 137 Nm/4200                                                           | 157 Nm/4200                                                           | 180 Nm/1750–2500                                                 | 220 Nm/1750–2750                                                 | 260 Nm/1900–2750                                                 |      |
| Transmission :                                                 | Traction                        | Traction                                                              | Traction                                                              | Traction                                                              | Traction                                                         | Traction                                                         | Traction                                                         |      |
| Vitesses :                                                     | Manuelle - 5 vitesses           | Manuelle - 5 vitesses                                                 | Manuelle - 5 vitesses                                                 | Manuelle - 5 vitesses                                                 | Manuelle - 6 vitesses                                            | Manuelle - 6 vitesses                                            | Manuelle - 6 vitesses                                            |      |
| Option :                                                       | —                               | —                                                                     | Automatique - 4 vitesses                                              | Automatique - 4 vitesses                                              | —                                                                | —                                                                | —                                                                |      |
| Accélération 0–100 km/h:                                       | 12,9 s                          | 12,7 s                                                                | 11,6 s [12,9 s]                                                       | 9,5 s [11,4 s]                                                        | 15,7 s                                                           | 13,5 s                                                           | 10,7 s                                                           |      |
| Vitesse maximale :                                             | 165 km/h                        | 168 km/h                                                              | 181 km/h [170 km/h]                                                   | 190 km/h [180 km/h]                                                   | 158 km/h                                                         | 171 km/h                                                         | 190 km/h                                                         |      |
| Consommation par 100 km (parcours mixte, selon les normes UE : | 5,1–5,2 l Super                 | 4,9 l Super                                                           | 5,2–6,0 l Super [6,1–6,4 l Super]                                     | 6,1 l Super [6,5 l Super]                                             | 3,2–3,6 l Diesel                                                 | 4,2 l Diesel                                                     | 4,4 l Diesel                                                     |      |
| Emissions2-CO2, Parcours mixte :                               | 119–124 g/km                    | 114 g/km                                                              | 122–140 g/km [140–152 g/km]                                           | 144 g/km [155 g/km]                                                   | 84–93 g/km                                                       | 111 g/km                                                         | 117 g/km                                                         |      |
| Normes de pollution :                                          | Euro 4 (depuis 2010 Euro 5)     | Euro 5                                                                | Euro 4 (depuis 2010 Euro 5)                                           | Euro 4                                                                | Euro 5                                                           | Euro 5                                                           | Euro 4                                                           |      |
| Capacité du réservoir :                                        | 42 L                            | 42 L                                                                  | 42 L                                                                  | 42 L                                                                  | 42 L                                                             | 42 L                                                             | 42 L                                                             | 42 L |

### Hyundai i20 I WRC

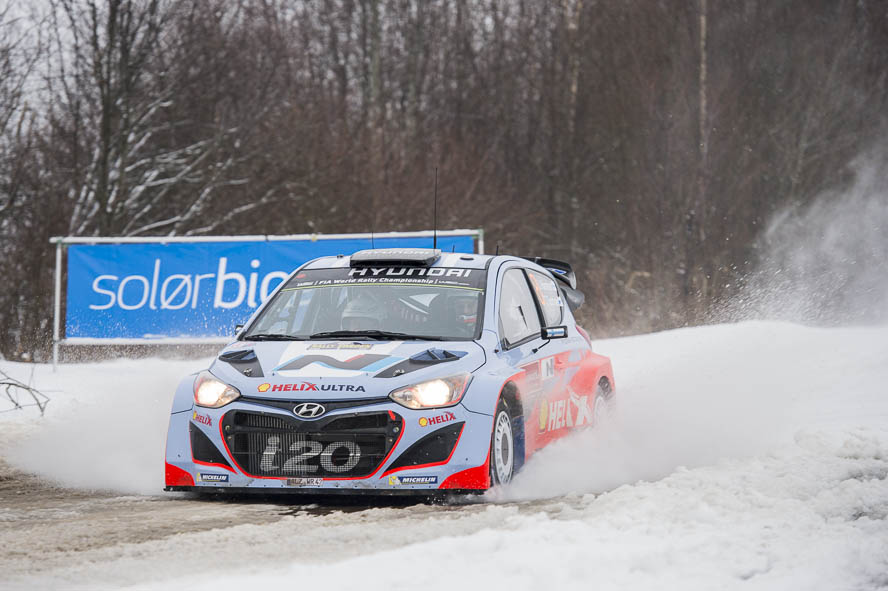
La i20 WRC lors du rallye de Suède 2014.

Hyundai a également créé une version WRC de la i20 afin de participer au championnat du monde des rallyes. Elle est présentée en décembre 2013 et elle débute en compétition lors de la saison 2014 avec différents équipages, dont les pilotes Thierry Neuville et Daniel Sordo.

## Deuxième génération (2015-2020)

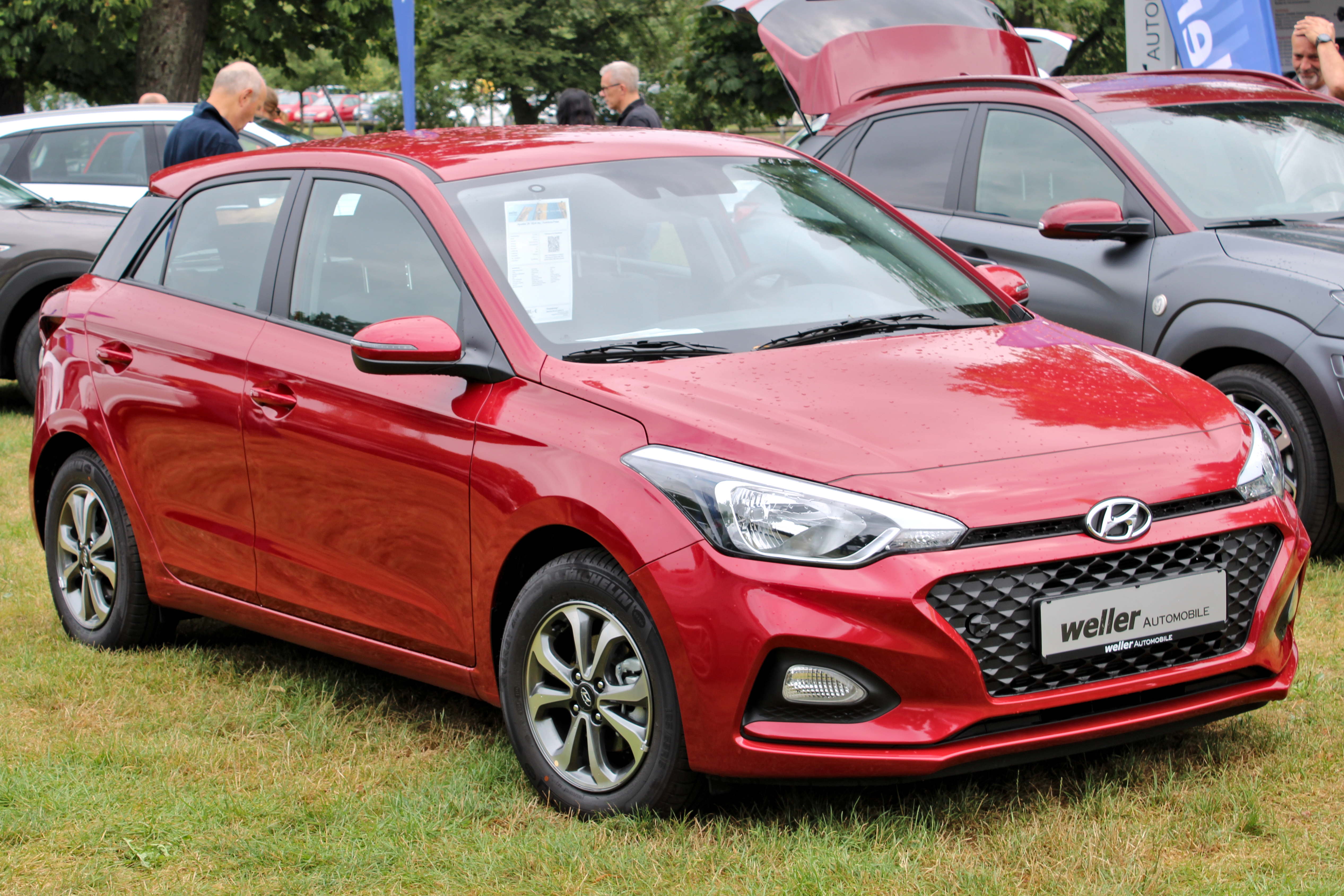
Hyundai i20 (GB) restylée

Avec l'Hyundai i20 de deuxième génération, la marque coréenne choisit d'offrir un design inspiré des canons germaniques. Les formes sont plus carrées, la face avant joviale devient sérieuse et le profil arbore un toit « flottant » avec le dernier montant peint en noir laqué. La 5 portes doit initialement arborer des feux arrière en boomerang (visibles sur les prototypes), mais ceux-ci sont finalement abandonnés pour un design plus classique.
L'intérieur est annoncé comme l'un des mieux fini de sa catégorie. En outre, cinq motorisations sont proposées à son lancement. En essence : les 1,25 L de 75 et 84 ch et le 1,4 L de 100 ch. En diesel, l’offre se compose du 1,1 L CRDi de 75 ch et du 1,4 L CRDi de 90 ch.
En avril 2018, Hyundai présente la phase 2 de la i20. Un léger restylage qui comprend de nouveaux feux à LED, de nouveaux boucliers avant et arrière et une mise à jour système multimédia.

### Motorisations
|                                       | 1.0 T-GDI                         | 1.0 T-GDI                         | 1.2 (blue)                     | 1.2 (blue)                             | 1,4                           |          |          |
| Disponibilité                         | depuis 01/2016                    | depuis 01/2016                    | depuis 11/2014                 | depuis 11/2014                         | depuis 11/2014                |          |          |
| Caractéristiques                      |                                   |                                   |                                |                                        |                               |          |          |
| Type de moteur                        | L3 essence                        | L3 essence                        | L4 essence                     | L4 essence                             | L4 essence                    |          |          |
| Alimentation                          | Turbocompressé, injection directe | Turbocompressé, injection directe | Atmosphérique                  | Atmosphérique                          | Atmosphérique                 |          |          |
| Cylindrée                             | 998 cm3                           | 998 cm3                           | 1 248 cm3                      | 1 248 cm3                              | 1 368 cm3                     |          |          |
| Puissance maximale                    | 74 kW (100 ch) à 4 500 tr/min     | 88 kW (120 ch) à 6 000 tr/min     | 55 kW (75 ch) à 5 500 tr/min   | 62 kW (84 ch) à 6 000 tr/min           | 74 kW (100 ch) à 6 000 tr/min |          |          |
| Couple maximal                        | 172 N m à 1 500–4 000 tr/min      | 172 N m à 1 500–4 000 tr/min      | 121 N m à 4 000 tr/min         | 121 N m à 4 000 tr/min                 | 134 N m à 3 500 tr/min        |          |          |
| Transmission                          |                                   |                                   |                                |                                        |                               |          |          |
| Transmission, série                   | Traction                          | Traction                          | Traction                       | Traction                               | Traction                      | Traction | Traction |
| Boîte de vitesses, série              | Manuelle 5 rapports               | Manuelle 6 rapports               | Manuelle 5 rapports            | Manuelle 5 rapports                    | Manuelle 6 rapports           |          |          |
| Boîte de vitesses, option             | Automatique 7 rapports            | Automatique 7 rapports            | Automatique 7 rapports         | Automatique 7 rapports                 | Automatique 4 rapports        |          |          |
| Mesures                               |                                   |                                   |                                |                                        |                               |          |          |
| Vitesse maximale                      | 188 km/h                          | 190 km/h                          | 170 km/h                       | 170 km/h                               | 184 km/h (170 km/h)           |          |          |
| Accélération 0–100 km/h               | 10,7 s                            | 10,2 s                            | 13,6 s                         | 13,1 s                                 | 11,6 s (13,2 s)               |          |          |
| Consommation par 100 km (cycle mixte) | 4,3–4,5 L, SP95                   | 4,6–4,8 L, SP95                   | 5,1 L, SP95 blue : 4,7 L, SP95 | 4,8–5,1 L, SP95 blue : 4,7–5,0 L, SP95 | 5,2–5,9 L (6,2–6,7 L), SP95   |          |          |
| Émissions de CO2 (cycle mixte)        | 99–104 g/km                       | 107–112 g/km                      | 119 g/km blue : 109 g/km       | 112–119 g/km blue : 109–115 g/km       | 127 g/km (143–155 g/km)       |          |          |
| Norme d'émission                      | Euro 6                            | Euro 6                            | Euro 6                         | Euro 6                                 | Euro 6                        |          |          |
| Capacité du réservoir                 | 50 litres                         | 50 litres                         | 50 litres                      | 50 litres                              | 50 litres                     |          |          |

|                                       | 1.1 CRDi                                                        | blue 1.1 CRDi                                                   | 1.4 CRDi                                                    | blue 1.4 CRDi                                               |
| Disponibilité                         | depuis 11/2014                                                  | depuis 11/2014                                                  | depuis 11/2014                                              | depuis 01/2016                                              |
| Caractéristiques                      |                                                                 |                                                                 |                                                             |                                                             |
| Type de moteur                        | L3 diesel                                                       | L3 diesel                                                       | L4 diesel                                                   | L4 diesel                                                   |
| Alimentation                          | Turbo à géométrie variable et injection directe à rampe commune | Turbo à géométrie variable et injection directe à rampe commune | Turbo à géométrie fixe et injection directe à rampe commune | Turbo à géométrie fixe et injection directe à rampe commune |
| Cylindrée                             | 1 120 cm3                                                       | 1 120 cm3                                                       | 1 396 cm3                                                   | 1 396 cm3                                                   |
| Puissance maximale                    | 55 kW (75 ch) à 4 000 tr/min                                    | 55 kW (75 ch) à 4 000 tr/min                                    | 66 kW (90 ch) à 4 000 tr/min                                | 66 kW (90 ch) à 4 000 tr/min                                |
| Couple maximal                        | 180 N m à 2 500 tr/min                                          | 180 N m à 2 500 tr/min                                          | 240 N m à 2 500 tr/min                                      | 240 N m à 2 500 tr/min                                      |
| Transmission                          |                                                                 |                                                                 |                                                             |                                                             |
| Transmission, série                   | Traction                                                        | Traction                                                        | Traction                                                    | Traction                                                    |
| Boîte de vitesses, série              | Manuelle 6 rapports                                             | Manuelle 6 rapports                                             | Manuelle 6 rapports                                         | Manuelle 6 rapports                                         |
| Mesures                               |                                                                 |                                                                 |                                                             |                                                             |
| Vitesse maximale                      | 161 km/h                                                        | 161 km/h                                                        | 175 km/h                                                    | 175 km/h                                                    |
| Accélération 0–100 km/h               | 16,0 s                                                          | 16,0 s                                                          | 12,1 s                                                      | 12,1 s                                                      |
| Consommation par 100 km (cycle mixte) | 3,7–4,0 L, diesel                                               | 3,2–3,6 L, diesel                                               | 3,9–4,1 L, diesel                                           | 3,7 L, diesel                                               |
| Émissions de CO2 (cycle mixte)        | 97–103 g/km                                                     | 84–94 g/km                                                      | 102–106 g/km                                                | 97 g/km                                                     |
| Norme d'émission                      | Euro 6                                                          | Euro 6                                                          | Euro 6                                                      | Euro 6                                                      |
| Capacité du réservoir                 | 40 litres                                                       | 40 litres                                                       | 40 litres                                                   | 40 litres                                                   |

1. 1 2  Version 84 g/km dépourvue de conditionnement d'air.

### Finitions
- Initia
- Active
- Intuitive
- Edition #1
- Intuitive Plus
- Creative

### Finitions depuis septembre 2016
- Edition #clim
- Intuitive
- Go Navi
- Creative
- Edition #Mondial

En mai 2019, une nouvelle série spéciale fait son apparition, il s'agit de l'Edition #Mondial. Elle dispose de série des équipements suivants :
- Toit bi-ton
- Rétroviseurs Phantom black
- Sellerie spécfique
- Volant avec surpiqures rouges ou bleues

### Hyundai i20 Active
La Hyundai i20 Active est une déclinaison SUV de la i20 inspirée du nom de sa future finition, dévoilée au Salon de Francfort 2015.

### Hyundai i20 II WRC

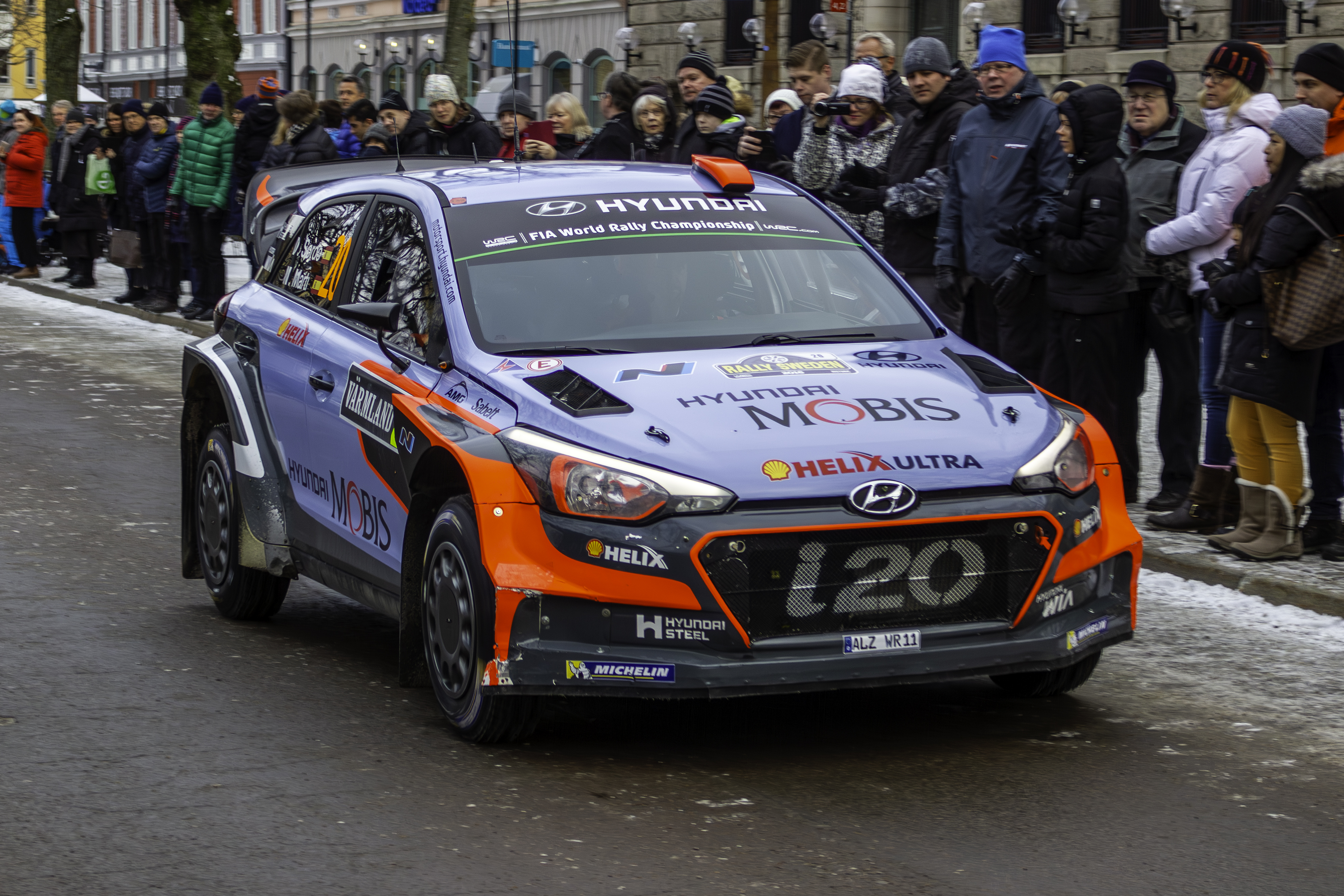
La i20 WRC seconde génération lors du rallye de Suède 2016

L'écurie sportive Hyundai Motorsport a développé une version de la i20 seconde génération pour le championnat du monde des rallyes WRC 2016. Elle a été présentée à la fin de l'année 2015 et a débuté en course lors de la manche 2016 du rallye Monte-Carlo, entre les mains des pilotes Thierry Neuville et Dani Sordo (puis Hayden Paddon à partir de la manche suivante en Suède).
Hyundai Motorsport travaille également au développement d'une version R5 de la i20 (avec le pilote d'essais Kevin Abbring), prévue pour être disponible à partir du second semestre 2016.

## Troisième génération (2020-)

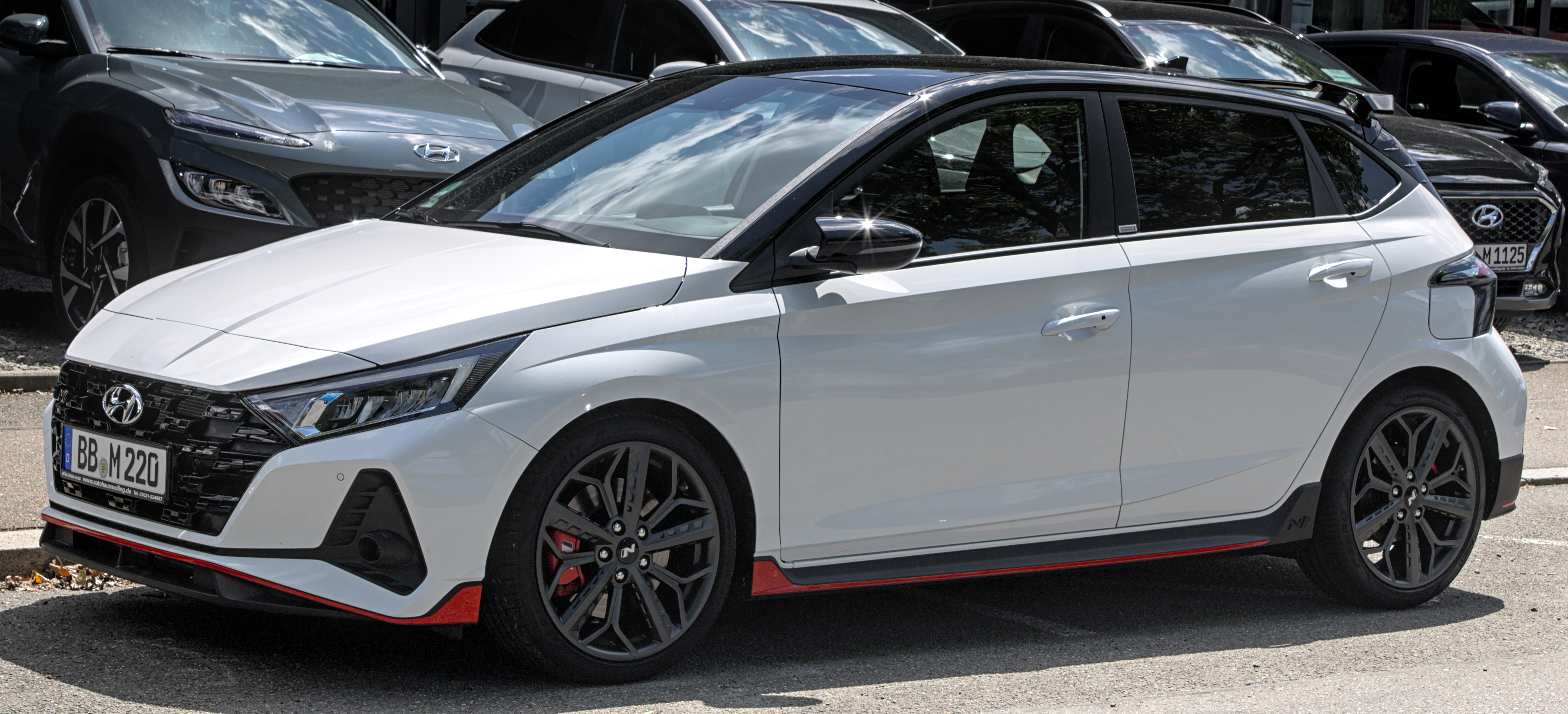
Hyundai i20 III N

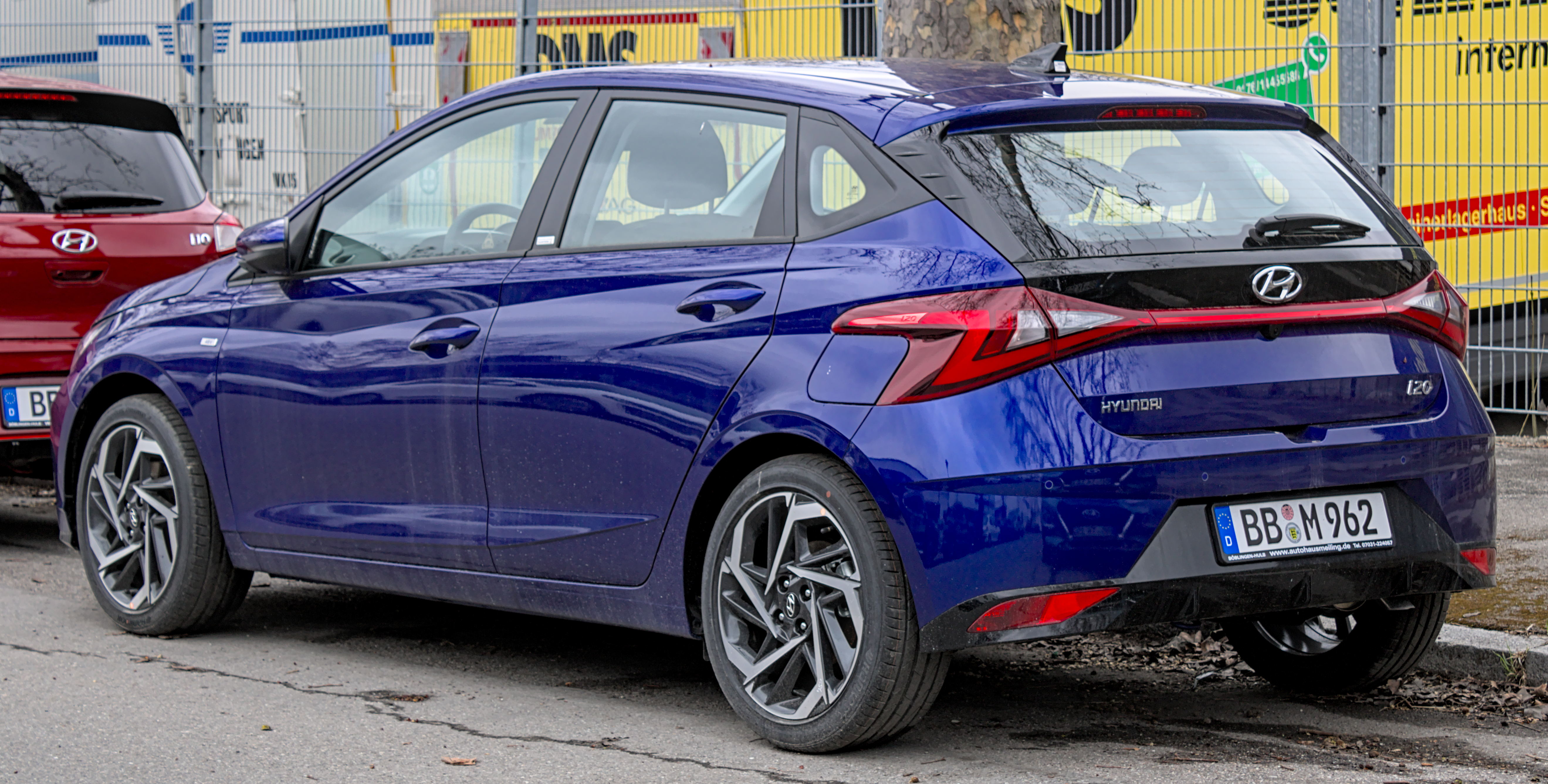
Hyundai i20 III (version européenne)

La troisième génération d'i20 est dévoilée à la presse le 19 février 2020 et devait être présentée au public au Salon international de l'automobile de Genève 2020 mais celui-ci a été annulé à cause de l'épidémie de coronavirus COVID-19. Elle est présentée en détail le 28 mars 2020. Sa commercialisation débute au second trimestre.

### Motorisations
A noter qu'en France, le moteur 3-cylindres micro-hybridé n'existe qu'en version 100ch, même dans la finition la plus haut de gamme, pour des raisons de normes de CO2 rejeté. Le même moteur est proposé en 100 ou 120ch sur les autres marchés européens selon le degré de finition.
| (données constructeur)                            | 1.2 MPI             | 1.0 T-GDI MHEV 48 V | 1.0 T-GDI MHEV 48 V  |
| ------------------------------------------------- | ------------------- | ------------------- | -------------------- |
| Moteur                                            | 4-cylindres essence | 3-cylindres essence | 3-cylindres essence  |
| Admission                                         | Atmosphérique       | Turbocompressé      | Turbocompressé       |
| Cylindrée (cm3)                                   | 1 197               | 998                 | 998                  |
| Puissance maximale ch (kW)                        | 84 (61,8)           | 100 (73,6)          | 100 (73,6)           |
| au régime de (tr/min)                             | 6 000               | 4 500 à 6 000       | 4 500 à 6 000        |
| Couple maximal (N m)                              | 117,7               | 171,6               | 171,6                |
| au régime de (tr/min)                             | 4 200               | 1 500 à 4 000       | 1 500 à 4 000        |
| Boîte de vitesses                                 | Manuelle 5 rapports | Manuelle 6 rapports | Robotisée 7 rapports |
| Transmission                                      | Traction            | Traction            | Traction             |
| Vitesse maximale (km/h)                           | 173                 | 188                 | 185                  |
| 0-100 km/h (s)                                    | 13,1                | 10,4                | 11,4                 |
| Consommation (L/100 km) urbain/extra-urbain/mixte | 6,0                 | 5,1 à 5,3           | 5,1 à 5,3            |
| Émissions de CO2 (g/km)                           | 119                 | 124                 | 126                  |
| Capacité du réservoir (L)                         | 40                  | 40                  | 40                   |
| Masse (kg)                                        | 1 013               | 1 090               | 1 115                |
| Norme environnementale                            | Euro 6d             | Euro 6d             | Euro 6d              |

### i20 N
En octobre 2020, le constructeur présente la version « N » de la i20 forte de 204 ch. L'i20 N dispose notamment d'un différentiel à glissement limité et d'un système Rev Matching, qui permet d'améliorer le rétrogradage. Par ailleurs, le Performance Driving Data System donne des informations au conducteur sur la puissance, le couple et la pression du turbo ; il contient également un chrono.
Plusieurs modes de conduite sont proposés : 
- Eco : privilégie les économies de carburant
- Normal : assure un compromis confort/performances
- Sport : améliore la réactivité en réduisant l'ESC
- N : procure une sonorité plus sportive et améliore la réponse du moteur
- N Custom : mode de conduite personnalisable

La version « N » dispose en outre de freins haute performance spécifiques, avec des disques de frein frappés d'un emblème « N ». Les pneus performance proviennent de Pirelli.
| (données constructeur)                            | 1.6 T-GDI (i20 N)   |
| ------------------------------------------------- | ------------------- |
| Moteur                                            | 4-cylindres essence |
| Admission                                         | Turbocompressé      |
| Cylindrée (cm3)                                   | 1 598               |
| Puissance maximale ch (kW)                        | 204 (150)           |
| au régime de (tr/min)                             | 5 500               |
| Couple maximal (N m)                              | 275                 |
| au régime de (tr/min)                             | 1 750               |
| Boîte de vitesses                                 | Manuelle 6 rapports |
| Transmission                                      | Traction            |
| Vitesse maximale (km/h)                           | 230                 |
| 0-100 km/h (s)                                    | 6,7                 |
| Consommation (L/100 km) urbain/extra-urbain/mixte | 7,0                 |
| Émissions de CO2 (g/km)                           | 158                 |
| Capacité du réservoir (L)                         | 40                  |
| Masse (kg)                                        | 1 190               |
| Norme environnementale                            | Euro 6d             |

### Finitions
- Initia
- Intuitive
- Creative
- Executive
- N Line

### Séries limitées
- N Line Michel Vaillant (France uniquement), avec pack esthétique spécifique en option[16]

### Prix
|                                | Initia   | Intuitive | Creative | Executive |
| ------------------------------ | -------- | --------- | -------- | --------- |
| 1.2 84                         | 15 950 € | 18 100 €  | -        | -         |
| 1.0 T-GDI 100 Hybrid 48V       | -        | 20 000 €  | 22 300 € | -         |
| 1.0 T-GDI 100 DCT-7 Hybrid 48V | -        | 21 300 €  | 23 600 € | 25 300 €  |